# Rothia simplex
Rothia simplex är en fjärilsart som beskrevs av Rothschild 1896. Rothia simplex ingår i släktet Rothia och familjen nattflyn. Inga underarter finns listade.